# ماريان ورونين
ماريان ييرزي ورونين (بالبولندية: Marian Jerzy Woronin) هو عداء بولندي متخصص في سباق 100 متر. شارك في دورة الألعاب الأولمبية وحصل على الميدالية الفضية. أفضل تزقيت له هو 10.00 ثانية حققه في سنة 1984 ليصبح الرقم القياسي الأوروبي إلى أن تم كسره بعد ذلك.

## سجل المنافسة
| العام       | المسابقة                                    | المكان                      | المركز      | حدث         | ملاحظة      |
| يمثل بولندا | يمثل بولندا                                 | يمثل بولندا                 | يمثل بولندا | يمثل بولندا | يمثل بولندا |
| ----------- | ------------------------------------------- | --------------------------- | ----------- | ----------- | ----------- |
| 1976        | الألعاب الأولمبية الصيفية 1976              | مونتريال                    | 16          | 100 م       | 10.69       |
| 1976        | الألعاب الأولمبية الصيفية 1976              | مونتريال                    | 29          | 200 م       | 21.90       |
| 1976        | الألعاب الأولمبية الصيفية 1976              | مونتريال                    | 4           | 4×100 م     | 38.83       |
| 1977        | بطولة أوروبا لألعاب القوى داخل الصالات 1977 | سان سيباستيان               | 3           | 60 م        | 6.67        |
| 1978        | بطولة أوروبا لألعاب القوى 1978              | براغ                        | 1           | 4×100 م     | 38.58       |
| 1979        | بطولة أوروبا لألعاب القوى داخل الصالات 1979 | فيينا                       | 1           | 60 م        | 6.57        |
| 1980        | بطولة أوروبا لألعاب القوى داخل الصالات 1980 | زيندلفينغن، ألمانيا الغربية | 1           | 60 م        | 6.62        |
| 1980        | الألعاب الأولمبية الصيفية 1980              | موسكو                       | 7           | 100 م       | 10.46       |
| 1980        | الألعاب الأولمبية الصيفية 1980              | موسكو                       | 7           | 200 م       | 20.81       |
| 1980        | الألعاب الأولمبية الصيفية 1980              | موسكو                       | 2           | 4×100 م     | 38.33       |
| 1981        | بطولة أوروبا لألعاب القوى داخل الصالات 1981 | غرونوبل                     | 1           | 50 م        | 5.65        |
| 1982        | بطولة أوروبا لألعاب القوى داخل الصالات 1982 | ميلانو                      | 1           | 60 م        | 6.61        |
| 1982        | بطولة أوروبا لألعاب القوى 1982              | أثينا                       | 3           | 100 م       | 10.28       |
| 1982        | بطولة أوروبا لألعاب القوى 1982              | أثينا                       | 5           | 4×100 م     | 39.00       |
| 1983        | بطولة العالم لألعاب القوى 1983              | هلسنكي                      | 31          | 100 م       | 10.72       |
| 1983        | بطولة العالم لألعاب القوى 1983              | هلسنكي                      | 6           | 4×100 م     | 38.72       |
| 1987        | بطولة أوروبا لألعاب القوى داخل الصالات 1987 | ليفين (باد كاليه)، فرنسا    | 1           | 60 م        | 6.51        |

## روابط خارجية
- ماريان ورونين على موقع الاتحاد الدولي لألعاب القوى (الإنجليزية)
- ماريان ورونين على موقع اللجنة الأولمبية الدولية (الإنجليزية)
- ماريان ورونين على موقع أوليمبيديا (الإنجليزية)
- ماريان ورونين على موقع اللجنة الأولمبية البولندية (مؤرشف) (البولندية)